# Terence Stamp
Terence Henry Stamp (født 22. juli 1938 i Stepney, London, død 17. august 2025) var en britisk skuespiller.
Han blev uddannet i London, og fik opmærksomhed for titelrollen i Peter Ustinovs Melville-filmatisering Billy Budd (Mytteri, 1962), og blev et internationalt filmikon i 1960'erne med roller i bl.a. William Wylers The Collector (Offer for en samler, 1965), Joseph Loseys Modesty Blaise (1966; som Willie Garvin), Ken Loachs Poor Cow (1967), John Schlesingers Far from the Madding Crowd (Fjernt fra verdens vrimmel, 1967) og ikke mindst Pasolinis Teorema (Skandalen i Milano, 1968). Efter et længere afbræk genoptog han karrieren, bl.a. som skurk i Superman (1978). Han fik et nyt gennembrud i The Hit (1984), og gjorde siden karakterroller i bl.a. Wall Street (1987) og The Limey (Englænderen, 1999). Han udgav romanen The Night i 1992.

## Filmografi
- Superman (1978)